# Michaela Ducháčková
Michaela Ducháčková (* 2. Oktober 1990) ist eine tschechische Grasskiläuferin. Sie startete ab 2006 im Weltcup und gewann bei der Juniorenweltmeisterschaft 2008 die Bronzemedaille in der Super-Kombination.

## Karriere
Nach zahlreichen Siegen in Nachwuchsbewerben des Tschechien-Cups startete Ducháčková im Juni 2005 erstmals bei FIS-Rennen. Im Juli desselben Jahres nahm sie an der Juniorenweltmeisterschaft in Nové Město na Moravě teil, konnte dabei aber noch nicht mit den routinierteren Läuferinnen mithalten. Im Riesenslalom und im Super-G belegte sie als Vorletzte bzw. Letzte jeweils den zehnten Platz. Im Slalom und somit auch in der Kombination schied sie aus. Ein Jahr später konnte sie sich bei der Junioren-WM 2006 in Horní Lhota u Ostravy als Sechste im Riesenslalom und im Super-G wieder nur im Schlussfeld klassieren, im Slalom fiel sie erneut aus. Im August 2006 startete die Tschechin bei den Rennen von České Petrovice erstmals im Weltcup, wurde aber wegen Torfehlern in beiden Bewerben disqualifiziert. Ihr bestes Ergebnis in FIS-Rennen des Jahres 2006 war der siebente Platz im Slalom von Branná.
Bei der Juniorenweltmeisterschaft 2007 war Ducháčkovás einziges Resultat der siebente Platz im Super-G. Eine Woche darauf gewann sie mit Rang sieben im Slalom von České Petrovice ihre ersten Weltcuppunkte und erreichte damit in der Gesamtwertung der Saison 2007 den elften Platz. Vier Top-10-Resultate gelangen ihr in der Weltcupsaison 2008, wodurch sie sich auf den achten Gesamtrang verbesserte. Ihre besten Rennergebnisse waren zwei sechste Plätze im Slalom von Čenkovice und im Riesenslalom von Forni di Sopra. Bei der Juniorenweltmeisterschaft 2008 in Rieden kam sie wie in den letzten Jahren nicht an die Spitzenzeiten heran. Aufgrund des kleinen Starterfeldes konnte sie sich aber in allen Bewerben unter den besten fünf platzieren und in der Super-Kombination gewann sie sogar als Letzte der drei gewerteten Läuferinnen die Bronzemedaille. In der Weltcupsaison 2009 gelangen Ducháčková wie schon im Vorjahr vier Top-10-Platzierungen, in der Gesamtwertung fiel sie jedoch auf Rang 15 zurück. Bei der Juniorenweltmeisterschaft 2009 fuhr die Tschechin in allen Bewerben unter die schnellsten zehn, ihr bestes Resultat war Platz vier im Riesenslalom. In der Saison 2010 nahm sie nur an den FIS-Rennen im Juni in Rettenbach teil. 2011 und 2012 bestritt sie keine Wettkämpfe.

## Erfolge

### Juniorenweltmeisterschaften
- Nové Město na Moravě 2005: 10. Riesenslalom, 10. Super-G
- Horní Lhota u Ostravy 2006: 6. Riesenslalom, 6. Super-G
- Welschnofen 2007: 7. Super-G
- Rieden 2008: 3. Super-Kombination, 4. Super-G, 5. Slalom, 5. Riesenslalom
- Horní Lhota u Ostravy 2009: 4. Riesenslalom, 5. Slalom, 6. Super-Kombination, 10. Super-G

### Weltcup
- Saison 2008: 8. Gesamtrang
- Neun Platzierungen unter den besten zehn